# Anna Mortimer
Anna Mortimer (ur. 27 grudnia 1390, zm. wrzesień 1411), jedyna córka i pierwsze dziecko Rogera Mortimera, 4. hrabiego Marchii, i Eleonory Holland, córki 2. hrabiego Kentu. Jako wnuczka Filipy Plantagenet, córki księcia Clarence, była potomkinią króla Edwarda III. Miała tym samym pewne prawa do korony angielskiej, tym bardziej iż jej ojciec i brat (Edmund Mortimer, 5. hrabia Marchii) zostali przez króla Ryszarda II ogłoszeni następcami tronu.
Około 1406 r. Anna poślubiła Ryszarda Conisburgha, 3. hrabiego Cambridge (ok. 1375 - 5 sierpnia 1415), młodszego syna Edmunda Langleya, 1. księcia Yorku, młodszego syna Edwarda III, i Izabeli Kastylijskiej, córki Piotra I Okrutnego, króla Kastylii. Miała z nim syna i córkę:
- Izabela (1409 - 2 października 1484), żona Henry'ego Bouchiera, 1. hrabiego Essex
- Ryszard (21 września 1411 - 30 grudnia 1460), 3. książę Yorku, yorkistowski pretendent do tronu Anglii w pierwszym okresie wojny dwóch róż

Dzięki temu małżeństwu linia Yorków zdobyła poważne prawa do korony angielskiej. Syn Anny, Ryszard, zażądał później korony dla siebie, co wywołało wojnę domową.